# Оскар (94-та церемонія вручення)
94-та церемонія вручення нагород премії «Оскар» Академії кінематографічних мистецтв і наук за досягнення в галузі кінематографа відзначила найкращі фільми, що вийшли з 1 березня по 31 грудня 2021 року, та пройшла в театрі «Долбі» 27 березня 2022 року в Лос-Анджелесі, Каліфорнія, США. Уперше з 2018 року церемонія відбулася у березні, що пов'язано з метою уникнення конфлікту з проведенням зимових Олімпійських ігор 2022 року. Список номінованих фільмів було оприлюднено 8 лютого 2022 року.

## Про церемонію
У зв'язку з впливом пандемії COVID-19 на кінематограф, критерії, що застосовувалися для проведення 93-ї церемонії вручення нагород премії Оскар, такі як можливість випуску фільмів у цифровий спосіб та розширений список кінотеатрів, що відповідають вимогам Академії, залишаться в силі. Оскільки 93-а церемонія була перенесена задля подовження терміну права на участь у премії до кінця лютого 2021 року, до 94-тої церемонії були допущені лише фільми, що вийшли з 1 березня до 31 грудня 2021 року.
Оголошено ряд змін у проведенні церемонії «Оскара»:
- У квітні 2020 року Академія оголосила, що категорія «Найкращий фільм» на 94-ій церемонії вручення премії «Оскар» матиме 10 номінантів. З моменту проведення 84-ї премії «Оскар» у цій категорії були номіновані від 5 до 10 фільмів за результатами голосування.[5]
- Мінімальна кількість оригінальної музики, необхідної у номінації «Найкраща музика до фільму», зменшена з 60 % до 35 %.[6]
- Матеріали для «Найкращої пісні для фільму» обмежуються п'ятьма піснями на фільм.[6]
- Процес номінації на «Найкращий звук» матиме попередній тур із 10 номінантами.[6]
- Шорт-листи в категоріях «Найкращий анімаційний короткометражний фільм», «Найкращий документальний короткометражний фільм», «Найкращий ігровий короткометражний фільм» будуть розширені з 10 до 15 фільмів.[7]

В рамках екологічних ініціатив розповсюдження скринінгів та інших фізичних товарів більше не дозволяється. Тепер необхідно використовувати цифрові еквіваленти та потокове передавання.
У жовтні 2021 року для проведення церемонії був найнятий продюсер Вілл Пекер. Співпродюсеркою стала Шейла Коуен, яка є керівницею апарату продюсерських компаній Пекера.

## Графік
| Дата            | Подія                                   |
| --------------- | --------------------------------------- |
| 31 грудня 2021  | Закінчення терміну прийняття фільмів    |
| 15 січня 2022   | Нагорода губернаторів                   |
| 27 січня 2022   | Початок голосування за кандидатів       |
| 1 лютого 2022   | Закінчення голосування за кандидатів    |
| 8 лютого 2022   | Оголошення номінантів                   |
| 7 березня 2022  | Номінаційний обід                       |
| 17 березня 2022 | Початок фінального голосування          |
| 22 березня 2022 | Завершення фінального голосування       |
| 27 березня 2022 | 94-та церемонія вручення премії «Оскар» |

## Інциденти та дискусії

### Відповідь на російське вторгнення в Україну
21 березня 2022 року Емі Шумер — одна з ведучих церемонії — повідомила, що вона хотіла б, щоб частина церемонії була зосереджена на вторгненні Росії в Україну у 2022 році та запропонувала запросити президента України Володимира Зеленського для виступу на церемонії або віртуально, або в попередньо записаному відео з метою привернути увагу аудиторії та глядачів до ситуації в Україні, а також як спосіб зробити церемонію політично серйознішою, ніж попередні. Шумер пояснила цю ідею під час виступу на The Drew Barrymore Show: "Я насправді запропонувала, я хотіла знайти спосіб залучити Зеленського [до виступу] або відзняти його промову чи щось інше, просто тому, що на «Оскар» [спрямовано] так багато очей… Я думаю, що певним чином існує тиск, щоб поводитися наче: «Це [церемонія] відпустка, дозвольте людям відволіктися, ми хочемо просто провести цю ніч… Це, звичайно, добре, але у нас так багато очей і вух під час шоу». Однак Шумер реалістично сприйняла ситуацію, зазначивши: «Я не боюся пропонувати, але не я продюсую „Оскар“». 26 березня, за день до церемонії, американський актор Шон Пенн в інтерв'ю CNN закликав бойкотувати церемонію та «публічно розплавити Оскар», якщо Академія підтвердить, що не запросила Зеленського на церемонію і фактично просить світ підтримати зусилля його [Зеленського] нації виграти війну. Пенн далі додав: «Немає нічого більшого, що може зробити Оскар, ніж дати йому [Зеленському] можливість поговорити з усіма нами… До речі, це людина, яка розуміється на фільмах і має власну дуже довгу й успішну кар'єру в цій галузі… Якщо Академія вирішила не робити цього, якщо ведучі вирішили не слідувати лідерам України, яка бере за нас кулі та бомби разом з українськими дітьми, яких вони намагаються захистити, то я думаю кожен із цих людей і кожна частина цього рішення будуть найнепристойнішим моментом у всій історії Голлівуду».
У підсумку, Володимир Зеленський не був запрошений на «Оскар». Під час церемонії відбулася хвилина мовчання на знак поваги до українського народу. Бенедикт Камбербетч, Джо Волкер, Деніз Ярд, команда з фільму «Дюна», Даг Гемфілл, Френсіс Форд Коппола мали на своєму одязі значки прапора України, Джейсон Момоа, Паоло Соррентіно з дружиною, Джеймі Лі Кертіс — стрічки. Також Френсіс Форд Коппола, режисер фільму «Хрещений батько», який був запрошений на церемонію на честь 50-річчя кінокартини, завершив свою промову словами «Viva Ukraine!».

### Бійка Вілла Сміта та Кріса Рока
Під час вручення нагороди за найкращий документальний фільм Кріс Рок пожартував з Джадою Пінкетт-Сміт, що він з нетерпінням чекає продовження фільму «Солдат Джейн», посилаючись на коротку зачіску головної героїні. Річ у тому, що Джада частково втрачає волосся через облисіння. Чоловік Пінкетт, Вілл Сміт, спершу відповів сміхом на цю ситуацію, але через кілька секунд піднявся з крісла, підійшов до Рока і без попередження вдарив його по обличчю. Повернувшись на своє місце, Сміт двічі крикнув Року: «Тримай ім'я моєї дружини поза своїм клятим ротом!».
У Сполучених Штатах телекомпанія ABC вимкнула звук під час сварки. Однак міжнародні мовники, такі як TNT в Латинській Америці, Seven Network в Австралії та Wowow в Японії, цього не зробили. Запис без цензури швидко став вірусним у соціальних мережах. Через сорок хвилин Сміт здобув премію «Оскар» за найкращу чоловічу роль, зосередивши промову на своєму почутті потреби захистити оточуючих. Актор вибачився перед Академією та іншими номінантами, але не перед Крісом Роком. Відповідно до заяви Департаменту поліції Лос-Анджелеса, Кріс відмовився подавати заяву в поліцію.
Реакцію Сміта засудили багато знаменитостей, у тому числі присутні на церемонії, хоча деякі захищали його рішення (як вони це бачили) захистити свою дружину. Інші вважають, що дії і Сміта, і Рока були недоречними, та відвернули увагу ЗМІ від значних досягнень цієї ночі. Син Вілла Сміта Джейден захищав дії батька у Twitter. Багато знаменитостей, у тому числі Марк Гемілл і Міа Ферроу, назвали цей інцидент «найпотворнішим моментом» в історії вручення премії «Оскар».

## Список номінантів та переможців
Переможці вказуються першими, виділяються жирним шрифтом та відмічені знаком «★»
| Найкращий фільм | Найкраща режисерська робота |
| --- | --- |
| - «CODA: У ритмі серця» – Філіп Русселе, Фабріс Джанфермі, Патрік Вахсбергер★ - «Алея жаху» – Гільєрмо дель Торо, Дж. Майлз Дейл, Бредлі Купер - «Белфаст» – Лора Бервік, Кеннет Брана, Бекка Ковачік, Тамар Томас - «Вестсайдська історія» – Стівен Спілберг, Крісті Макоско Крігер - «Дюна» – Мері Парент, Дені Вільнев, Кейл Бойтер - «Король Річард» – Тім Уайт, Тревор Вайт, Вілл Сміт - «Локрична піца» – Сара Мерфі, Адам Сомнер, Пол Томас Андерсон - «Не дивіться вгору» – Адам Мак-Кей, Кевін Мессік - «Сядь за кермо моєї машини» – Терухіса Ямамото - «У руках пса» – Джейн Кемпіон, Таня Сегатчян, Еміль Шерман, Іен Каннінг, Роджер Фрапп'є | - Джейн Кемпіон – «У руках пса»★ - Кеннет Брана – «Белфаст» - Пол Томас Андерсон – «Локрична піца» - Стівен Спілберг – «Вестсайдська історія» - Рюсуке Хамагучі – «Сядь за кермо моєї машини» |
| Найкраща чоловіча роль | Найкраща жіноча роль |
| - Вілл Сміт – «Король Річард» за роль Річарда Вільямса★ - Бенедикт Камбербетч – «У руках пса» за роль Філа Бербанка - Дензел Вашингтон – «Макбет» за роль Макбета - Ендрю Гарфілд – «Тік-так, бум!» за роль Джонатана Ларсона - Хав'єр Бардем – «Бути Рікардо» за роль Дезі Арназа | - Джессіка Честейн – «Очі Таммі Фей» за роль Теммі Фей Месснер★ - Крістен Стюарт – «Спенсер: Таємниця принцеси Діани» за роль Діани, принцеси Уельської - Ніколь Кідман – «Бути Рікардо» за роль Люсіль Болл - Олівія Колман – «Незнайома дочка» за роль Леди Карузо - Пенелопа Крус – «Паралельні матері» за роль Яніси Мартінес Морено |
| Найкраща чоловіча роль другого плану | Найкраща жіноча роль другого плану |
| - Трой Коцур – «CODA: У ритмі серця» за роль Френка Россі★ - Джессі Племенс – «У руках пса» за роль Джорджа Бербанка - Джонатан Сіммонс – «Бути Рікардо» за роль Вільяма Фроулі - Кіаран Гайндс – «Белфаст» за роль Попа - Коді Сміт-Макфі – «У руках пса» за роль Пітера Гордона | - Аріана ДеБос – «Вестсайдська історія» за роль Аніти★ - Джессі Баклі – «Незнайома дочка» за роль юної Леди Карузо - Джуді Денч – «Белфаст» за роль бабусі - Кірстен Данст – «У руках пса» за роль Роузи Гордон - Онжаню Елліс – «Король Річард» за роль Орацени Прайс |
| Найкращий оригінальний сценарій | Найкращий адаптований сценарій |
| - «Белфаст» – Кеннет Брана★ - «Король Річард» – Зак Бейлін - «Локрична піца» – Пол Томас Андерсон - «Не дивіться вгору» – сценарій: Адам Мак-Кей; оповідання: Адам Мак-Кей, Девід Сірота - «Найгірша людина на світі» – Ескіл Фогт, Йоакім Трієр | - «CODA: У ритмі серця» – Сіан Хедер за фільмом «Сім'я Бельє» Вікторії Бедос, Тома Бідеґена, Станісласа Карре де Мальберга, Еріка Лартігуа★ - «Дюна» – Джон Спейтс, Дені Вільнев, Ерік Рот за однойменним романом Френка Герберта - «Незнайома дочка» – Меггі Джилленгол за романом Елени Ферранте - «Сядь за кермо моєї машини» – Рюсуке Хамагучі, Такамаса О за збіркою оповідань Муракамі Харукі - «У руках пса» – Джейн Кемпіон за романом «Сила собаки» Томаса Севіджа |
| Найкращий анімаційний повнометражний фільм | Найкращий міжнародний художній фільм |
| - «Енканто» – Джаред Буш, Байрон Говард, Іветт Меріно, Кларк Спенсер★ - «Лука» – Енріко Казароса, Андреа Уоррен - «Мітчелли супроти Машин» – Майк Ріанда, Філ Лорд і Крістофер Міллер, Курт Альбрехт - «Рая та останній дракон» – Дон Холл, Карлос Лопес Естрада, Оснат Шурер, Пітер Дель Вечо - «Втікати» – Йонас Поер Расмуссен, Моніка Хельстрьом, Сигне Бірге Соренсен, Шарлотта де ла Гурнері | - «Сядь за кермо моєї машини», реж. Рюсуке Хамагучі ★ - «Рука Бога», реж. Паоло Соррентіно - «Втікати», реж. Йонас Поер Расмуссен - «Лунана: Як у класній кімнаті», реж. Паво Чойнінг Дорджі - «Найгірша людина на світі», реж. Йоакім Трієр |
| Найкращий документальний повнометражний фільм | Найкращий документальний короткометражний фільм |
| - «Літо душі» – Questlove, Джозеф Патель, Роберт Фиволент, Девід Дінерстайн★ - «Аттика» – Стенлі Нельсон, Трейсі А. Каррі - «Вознесіння» – Джессіка Кінгдон, Кіра Саймон-Кеннеді, Натан Трусделл - «Втікати» – Йонас Поер Расмуссен, Моніка Хельстрьом, Сигне Бірге Соренсен, Шарлотта де ла Гурнері - «Писати з вогнем» – Рінту Томас, Сушміт Гош | - «Королева баскетболу» – Бен Праудфут★ - «Аудіо» – Метью Огенс, Джефф Маклін - «Веди мене додому» – Педро Кос, Джон Шенк - «Коли ми були хуліганами» – Джей Розенблат - «Три пісні для Беназір» – Елізабет Мірзаї, Гулістан Мірзаї |
| Найкращий ігровий короткометражний фільм | Найкращий анімаційний короткометражний фільм |
| - «Довге прощання» – Анейл Карія, Різ Ахмед★ - «Ала Качу - Візьми та біжи» – Марія Брендл, Надін Люхінгер - «Будь ласка, зачекайте» – К. Д. Давіла, Левін Менексе - «На мій погляд» – Мартін Стрендж-Хансен, Кім Магнуссон - «Плаття» – Тадеуш Лисяк, Мацей Слесицький | - «Склоочисник» – Альберто М'єльго, Лео Санчес★ - «Бестія» – Уго Коваррубіас, Тево Діас - «БоксБалет» – Антон Дьяков - «Робін Робін» – Ден Оджарі, Майкі Пліз - «Справи мистецтва» – Джоанна Куінн, Лес Міллс |
| Найкраща музика до фільму | Найкраща пісня до фільму |
| - «Дюна» – Ганс Циммер★ - «Енканто» – Жермен Франко - «Не дивіться вгору» – Ніколас Брітелл - «Паралельні матері» – Альберто Іглесіас - «У руках пса» – Джонні Грінвуд | - "No Time to Die" — «007: Не час помирати» – музика та слова: Біллі Айліш, Фіннеас О'Коннелл★ - "Be Alive"« — »Король Річард" – музика та слова: DIXSON, Бейонсе - "Dos Oruguitas" — «Енканто» – музика та слова: Лін-Мануель Міранда - «Down to Joy» — «Белфаст» – музика та слова: Ван Моррісон - «Somehow You Do» — «Чотири хороші дні» – музика та слова: Дайан Уоррен                                                                                                 |
| Найкращий монтаж | Найкращий звук |
| - «Дюна» – Джо Уокер★ - «Король Річард» – Памела Мартін - «Не дивіться вгору» – Хенк Корвін - «Тік-так, бум!» – Мирон Керштейн, Ендрю Вайсблюм - «У руках пса» – Пітер Скіберрас | - «Дюна» – Мак Рут, Марк Мангіні, Тео Грін, Даг Хемфілл, Рон Бартлетт★ - «007: Не час помирати» – Саймон Хейс, Олівер Тарні, Джеймс Харрісон, Пол Мессі, Марк Тейлор - «Белфаст» – Деніз Ярд, Саймон Чейз, Джеймс Мазер, Нів Адірі - «Вестсайдська історія» – Тод А. Мейтленд, Гері Рідстром, Браян Чамні, Енді Нельсон, Шон Мерфі - «У руках пса» – Річард Флінн, Роберт Маккензі, Тара Вебб                                                                               |
| Найкраща робота художника-постановника | Найкраща операторська робота |
| - «Дюна» – художник-постановник: Патріс Верметт; декоратор: Жужанна Сіпош★ - «Алея жаху» – художник-постановник: Тамара Деверелл; декоратор: Шейн Віо - «Вестсайдська історія» – художник-постановник: Адам Штокхаузен; декоратор: Рена ДеАнджело - «Макбет» – художник-постановник: Стефан Дечант; декоратор: Ненсі Хей - «У руках пса» – художник-постановник: Грант-майор; декоратор: Ембер Річардс | - «Дюна» – Ґреґ Фрейзер★ - «Алея жаху» – Ден Лаустсен - «Вестсайдська історія» – Януш Камінський - «Макбет» – Бруно Дельбоннель - «У руках пса» – Арі Вегнер |
| Найкращий грим та зачіски | Дизайн костюмів |
| - «Очі Таммі Фей» – Лінда Даудс, Стефані Інгрем, Джастін Релі★ - «Дім Гуччі» – Йоран Лундстрем, Анна Карін Лок, Фредерік Аспірас - «Дюна» – Дональд Моват, Лав Ларсон, Єва фон Бар - «Круелла» – Надя Стейсі, Наомі Донн, Джулія Вернон - «Поїздка до Америки 2» – Майк Марино, Стейсі Морріс, Карла Фармер | - «Круелла» – Дженні Біван★ - «Алея жаху» – Луїс Секейра - «Вестсайдська історія» – Пол Тейзуелл - «Дюна» – Жаклін Вест, Роберт Морган - «Сірано» – Массімо Кантіні Парріні, Жаклін Дюрран |
| Найкращі візуальні ефекти | |
| - «Дюна» – Пол Ламберт, Трістан Майлз, Браян Коннор, Герд Нефзер★ - «007: Не час помирати» – Чарлі Ноубл, Джоел Грін, Джонатан Фокнер, Кріс Корбоулд - «Людина-павук: Додому шляху нема» – Келлі Порт, Кріс Вагнер, Скотт Едельштейн, Ден Судік - «Персонаж» – Свен Гілберг, Браян Гриль, Нікос Калайцідіс, Ден Судік - «Шан-Чі та Легенда Десяти Кілець» – Крістофер Таунсенд, Джо Фаррелл, Шон Ноель Уокер, Ден Олівер | |

## Фільми з кількома номінаціями та нагородами
| Номінації | Фільм                       | Нагороди |
| --------- | --------------------------- | -------- |
| 12        | «У руках пса»               | 1        |
| 10        | «Дюна»                      | 6        |
| 3         | «CODA: У ритмі серця»       | 3        |
| 2         | «Очі Таммі Фей»             | 2        |
| 7         | «Белфаст»                   | 1        |
| 7         | «Вестсайдська історія»      | 1        |
| 6         | «Король Річард»             | 1        |
| 3         | «007: Не час помирати»      | 1        |
| 3         | «Енканто»                   | 1        |
| 2         | «Круелла»                   | 1        |
| 4         | «Алея жаху»                 | 0        |
| 4         | «Не дивіться вгору»         | 0        |
| 4         | «Сядь за кермо моєї машини» | 0        |
| 3         | «Бути Рікардо»              | 0        |
| 3         | «Втеча»                     | 0        |
| 3         | «Локрична піца»             | 0        |
| 3         | «Макбет»                    | 0        |
| 3         | «Незнайома дочка»           | 0        |
| 2         | «Найгірша людина на світі»  | 0        |
| 2         | «Паралельні матері»         | 0        |
| 2         | «Тік-так, бум!»             | 0        |

## Нагороди губернаторів
24 червня 2021 року Академія оголосила переможців 12-ї щорічної церемонії Нагороди губернаторів, яка відбулася 15 січня 2022 року, під час якої вручені такі нагороди:

### За видатні заслуги в кінематографі
- Семюел Лірой Джексон — «Сем Джексон — це культурна ікона, чия динамічна робота отримала резонанс у різних жанрах, у різних поколінь та аудиторії в усьому світі».
- Елейн Мей — «За сміливий, безкомпромісний підхід Елейн Мей до створення кіно як письменниці, режисерки та актриси».
- Лів Ульман — «Хоробрість та емоційна прозорість Лів Ульманн подарували глядачам зображення, які глибоко вражають».

### Нагорода імені Джина Гершолта
- Денні Ґловер — «Багаторічна адвокація Гловера за справедливість та права людини відображає його відданість визнанню нашої спільної людяності на екрані та за його межами».